# Explota Explota
Pour plus de détails, voir Fiche technique et Distribution.
Explota Explota est un film espagnol réalisé par Nacho Álvarez, sorti en 2020. Le film met en scène des chansons de la chanteuse italienne Raffaella Carrà.

## Synopsis
Au début des années 1970, María, une jeune danseuse, aspire à la liberté.

## Fiche technique
- Titre originale : Explota Explota
- Titre français : My Heart Goes Boom
- Réalisation : Nacho Álvarez
- Scénario : Eduardo Navarro, David Esteban Cubero et Nacho Álvarez
- Musique : Roque Baños
- Photographie : Juan Carlos Gómez
- Montage : Irene Blecua
- Production : Gerardo Herrero et Javier López Blanco
- Société de production : El Sustituto Producciones, Indigo Film, Radio Televisión Española, Tornasol Films, Particular Crowd, Amazon Prime Video et Rai Cinema
- Pays :  Espagne et  Italie
- Genre : Aventure, comédie romantique et  film musical
- Durée : 116 minutes
- Dates de sortie : 
  - Espagne : 2 octobre 2020

## Distribution
- Ingrid García-Jonsson : María
- Verónica Echegui : Amparo
- Fernando Guallar : Pablo
- Natalia Millán : Rosa
- Giuseppe Maggio : Massimiliano
- Fran Morcillo : Lucas
- Ainhoa Aierbe : Mabel
- Pedro Casablanc : Celedonio
- Carlos Hipólito : Ismael
- Fernando Tejero : Chimo

## Musique
Le thème principal du film était la chanson "En el amor todo es empezar" de Raffaella Carrà, reprise cette fois par la chanteuse Ana Guerra.

## Distinctions
- Le film a été nommé pour trois prix Goya[1]
- Prix du Public du Vevey International Funny Film Festival 2021[2].